# Palpita microptera
Palpita microptera là một loài bướm đêm trong họ Crambidae.